# ریو گراند سیتی (تگزاس)
ریو گراند سیتی، تگزاس(به انگلیسی: Rio Grande City, Texas) شهری در ایالت تگزاس از ایالات جنوبی ایالات متحده آمریکا است. در سرشماری سال ۲۰۰۰، جمعیت این شهر ۱۱۹۲۳ نفر اعلام شد.